# 평양콤퓨터기술대학
평양콤퓨터기술대학(平壤-技術大學)은 평양직할시 보통강구역에 위치한 조선민주주의인민공화국의 대학이다. 컴퓨터와 정보통신 분야의 고급기술인력을 양성하는 고등교육기관을 목표로 1960년 9월 1일에 평양고등물리학교으로 발족되었다.
1974년 10월 7일에 평양고등물리전문학교로, 1977년 12월 28일에 평양고등전자계산기전문학교로, 1985년 9월 1일에 평양전자계산기단과대학으로, 1999년 12월 8일에 평양컴퓨터기술대학으로 승격되었다.
컴퓨터공학부(프로그람학과, 컴퓨터공학과), 정보공학부(정보체계학과, 컴퓨터조종체계학과, 정보통신학과)의 2개 학부, 5개 학과로 구성되어 있으며,등과 정보센터, 실험실습실, 출판소, 도서관, 실습공장 등이 설치되어 있다.
졸업생들은 조선콤퓨터쎈터, 평양프로그람쎈터, 과학기술쎈터 등 북한의 주요 IT 기관에서 일한다.